# Renato Pampanini
Renato Pampanini (Valdobbiadene, 20 ottobre 1875 – Vittorio Veneto, 19 luglio 1949) è stato un botanico italiano.

## Biografia
Discendente da una famiglia di possidenti originaria di Chiapuzza di San Vito di Cadore, figlio di Giovanni e Maria Arrigoni, nacque a Valdobbiadene ma trascorse l'infanzia a Cozzuolo di Vittorio Veneto. Ammalatosi gravemente di tifo, ne uscì con la salute compromessa e svolse studi irregolari. Dimostrò tuttavia un'inclinazione per le scienze naturali e, grazie all'interessamento dell'amico di famiglia Pier Andrea Saccardo, si trasferì a Friburgo dove concluse le scuole secondarie.
Dopo aver compiuto gli studi universitari a Losanna e a Ginevra, laureandosi con una tesi in fitogeografia, nel 1903 entra in qualità di assistente nell'Istituto botanico di Firenze ove opera per quasi un trentennio, ottenendo la libera docenza in botanica nel 1912. Nel 1933 diviene titolare della cattedra di botanica a Cagliari, dove rimane fino alla fine della sua carriera, impegnandosi tra l'altro nella riorganizzazione dell'Orto botanico di Cagliari, di cui fu direttore sino al 1943.
Fu tra i primi botanici italiani ad occuparsi dei problemi relativi alla protezione della natura, sviluppando il concetto di monumento naturale. La sua attività di ricerca ha riguardato in primo luogo la flora del Cadore, sua regione natìa, a cui ha dedicato una ponderosa monografia, pubblicata postuma. Tra il 1913 ed il 1934 partecipò a numerose esplorazioni botaniche in Cirenaica e in altre zone dell'Africa settentrionale, a Rodi e nelle isole del Dodecaneso.
L'erbario di Renato Pampanini, comprendente oltre 5.000 campioni, è conservato l'Erbario Centrale Italiano del Museo di storia naturale di Firenze.
Diverse specie botaniche tra cui Artemisia pampaninii, Lonicera pampaninii, Sedum pampaninii, Belamcanda pampaninii, Amaracus pampaninii, Origanum pampaninii, Gagea pampaninii, Solanum pampaninii e Daphne pampaninii sono state dedicate al suo nome.

## Alcune opere
- Per la protezione dei monumenti naturali in Italia (1912)
- Gli esponenti più rimarchevoli e più rari della flora toscana nel censimento dei Monumenti naturali d'Italia (1924)
- Repertorium Florae Libicae (1930)
- Prodromo della Flora Cirenaica (1931)
- Flora di Cortina d'Ampezzo (1948)
- Flora del Cadore (pubblicata postuma nel 1958)